# Фролов, Иван Яковлевич
Иван Яковлевич Фролов (27 июля 1923 — 23 ноября 1992) — советский военнослужащий, старшина запаса. В период Великой Отечественной войны наводчик орудия 280-го гвардейского стрелкового полка (92-я гвардейская стрелковая дивизия, 37-я армия, Степной фронт). Герой Советского Союза.

## Биография
Родился 27 июля 1923 года в деревне Шестаково на территории современного Чебулинского района Кемеровской области в семье крестьянина, по национальности — русский.
Окончил 7 классов, сельскохозяйственную школу. Работал механиком. В Красной Армии с декабря 1941 года.
Наводчик орудия 280-го гвардейского стрелкового полка (92-я гвардейская стрелковая дивизия, 37-я армия, Степной фронт) кандидат в члены ВКП(б) красноармеец Фролов 19 октября 1943 году отличился при форсировании Днепра в районе хутора Луковка (Пятихатский район Днепропетровской области), захвате плацдарма на правом берегу и в боях за его удержание. Оставшись из расчёта один, подбил танк, сжёг 2 бронемашины и уничтожил до взвода солдат противника.
Звание Героя Советского Союза присвоено 22 февраля 1944 года. С 1944 года — член ВКП(б)/КПСС.
В 1945 старшина Фролов демобилизован. Жил в Николаеве. В 1958 году окончил торговый техникум, работал в системе общественного питания.

## Награды
- Герой Советского Союза;
- орден Ленина;
- орден Отечественной войны 1 степени;
- орден Славы 3 степени;
- медали.